# Rio Haibadâc
O Rio Haibadâc é um rio da Romênia, afluente do Şesul Băgăului, localizado no distrito de Alba.